# Typhochrestus ultimus
Typhochrestus ultimus is een spinnensoort in de taxonomische indeling van de hangmatspinnen (Linyphiidae).
Het dier behoort tot het geslacht Typhochrestus. De wetenschappelijke naam van de soort werd voor het eerst geldig gepubliceerd in 1990 door Robert Bosmans.